# Mezinárodní pohár ve fotbale 1931–1932
Mezinárodní pohár 1931–1932 byl 2. ročníkem středoevropské mezinárodní fotbalové soutěže a hrálo se od 22. února 1930 do 29. října 1932. Soutěže se zúčastnilo 5 národních týmů z Itálie, Československa, Rakouska, Maďarska a Švýcarska.

## Výsledky
| 22. únor 1931 | Itálie              | 2 – 1  | Rakousko   | Stadio San Siro, Milán              |  |  |
|               | Meazza 34' Orsi 52' | Report | 4' Horvath | Diváci: 45.000 Rozhodčí: Paul Ruoff |  |  |
|               |                     |        |            |                                     |  |  |

| 22. březen 1931 | Československo             | 3 – 3  | Maďarsko           | Letenský stadion, Praha               |  |  |
|                 | Svoboda 35', 66' Junek 45' | Report | 11', 33', 53' Avar | Diváci: 25.000 Rozhodčí: Peco Bauwens |  |  |
|                 |                            |        |                    |                                       |  |  |

| 29. březen 1931 | Švýcarsko              | 1 – 1  | Itálie       | Wankdorfstadion, Bern                 |  |  |
|                 | A. Abegglen 70' (pen.) | Report | 85' Cesarini | Diváci: 22.000 Rozhodčí: Stanley Rous |  |  |
|                 |                        |        |              |                                       |  |  |

| 12. duben 1931 | Rakousko               | 2 – 1  | Československo | Hohe Warte Stadion, Vídeň           |  |  |
|                | Nausch 37' Horvath 42' | Report | 38' Silný      | Diváci: 42.000 Rozhodčí: Paul Ruoff |  |  |
|                |                        |        |                |                                     |  |  |

| 12. duben 1931 | Maďarsko                                                 | 6 – 2  | Švýcarsko          | Stadion Hungária körúti, Budapešť           |  |  |
|                | Avar 3', 71', 87' Szabó 35' (pen.) Kalmár 75' Tänzer 76' | Report | 4', 8' A. Abegglen | Diváci: 25.000 Rozhodčí: Rinaldo Barlassina |  |  |
|                |                                                          |        |                    |                                             |  |  |

| 3. květen 1931 | Rakousko | 0 – 0  | Maďarsko | Hohe Warte Stadion, Vídeň            |  |  |
|                |          | Report |          | Diváci: 43.000 Rozhodčí: René Mercet |  |  |
|                |          |        |          |                                      |  |  |

| 13. červen 1931 | Československo                                     | 7 – 3  | Švýcarsko                                      | Letenský stadion, Praha                 |  |  |
|                 | Bejbl 12', 53', 82' Silný 48', 58' Bradáč 64', 80' | Report | 5' Fasson 33' (pen.) Büche 35' (pen.) Springer | Diváci: 15.000 Rozhodčí: Albino Carraro |  |  |
|                 |                                                    |        |                                                |                                         |  |  |

| 4. říjen 1931 | Maďarsko                   | 2 – 2  | Rakousko         | Stadion Hungária körúti, Budapešť     |  |  |
|               | Szabó 42' (pen.) Spitz 65' | Report | 56', 86' Zischek | Diváci: 32.000 Rozhodčí: Peco Bauwens |  |  |
|               |                            |        |                  |                                       |  |  |

| 15. listopad 1931 | Itálie                          | 2 – 2  | Československo   | Národní stadion, Řím                |  |  |
|                   | Pitto 53' Bernardini 57' (pen.) | Report | 55', 83' Svoboda | Diváci: 35.000 Rozhodčí: Paul Ruoff |  |  |
|                   |                                 |        |                  |                                     |  |  |

| 29. listopad 1931 | Švýcarsko       | 1 – 8  | Rakousko                                                                  | Sportplatz Rankhof, Basilej               |  |  |
|                   | A. Abegglen 32' | Report | 49', 80', 86' Schall 10', 63' Gschweidl 33' Zischek 58' Vogl 61' Sindelar | Diváci: 25.000 Rozhodčí: František Cejnar |  |  |
|                   |                 |        |                                                                           |                                           |  |  |

| 13. prosinec 1931 | Itálie                              | 3 – 2  | Maďarsko      | Stadion Filadelfia, Turín            |  |  |
|                   | Libonatti 48' Orsi 56' Cesarini 90' | Report | 53', 60' Avar | Diváci: 40.000 Rozhodčí: René Mercet |  |  |
|                   |                                     |        |               |                                      |  |  |

| 14. únor 1932 | Itálie                | 3 – 0  | Švýcarsko | Stadio Giorgio Ascarelli, Neapol      |  |  |
|               | Fedullo 30', 32', 55' | Report |           | Diváci: 30.000 Rozhodčí: Peco Bauwens |  |  |
|               |                       |        |           |                                       |  |  |

| 20. březen 1932 | Rakousko          | 2 – 1  | Itálie     | Praterstadion, Vídeň                |  |  |
|                 | Sindelar 56', 58' | Report | 66' Meazza | Diváci: 60.000 Rozhodčí: Paul Ruoff |  |  |
|                 |                   |        |            |                                     |  |  |

| 17. duben 1932 | Švýcarsko                                              | 5 – 1  | Československo | Hardturmstadion, Curych               |  |  |
|                | A. Abegglen 17', 41' M. Abegglen 28', 48' Billeter 80' | Report | 63' Bradáč     | Diváci: 21.000 Rozhodčí: Louis Raguin |  |  |
|                |                                                        |        |                |                                       |  |  |

| 8. květen 1932 | Maďarsko         | 1 – 1  | Itálie        | Stadion Hungária körúti, Budapešť      |  |  |
|                | Toldi 44' (pen.) | Report | 4' Costantino | Diváci: 40.000 Rozhodčí: Sophus Hansen |  |  |
|                |                  |        |               |                                        |  |  |

| 22. květen 1932 | Československo | 1 – 1  | Rakousko    | Letenský stadion, Praha               |  |  |
|                 | Svoboda 36'    | Report | 2' Sindelar | Diváci: 30.000 Rozhodčí: Moritz Fuchs |  |  |
|                 |                |        |             |                                       |  |  |

| 19. červen 1932 | Švýcarsko                                  | 3 – 1  | Maďarsko          | Wankdorfstadion, Bern                 |  |  |
|                 | von Känel 47' Passello 64' M. Abegglen 81' | Report | 79' (pen.) Weiler | Diváci: 20.000 Rozhodčí: Stanley Rous |  |  |
|                 |                                            |        |                   |                                       |  |  |

| 18. září 1932 | Maďarsko             | 2 – 1  | Československo | FTC Stadion, Budapešť                |  |  |
|               | Toldi 78' Titkos 81' | Report | 73' Puč        | Diváci: 25.000 Rozhodčí: Otto Olsson |  |  |
|               |                      |        |                |                                      |  |  |

| 23. říjen 1932 | Rakousko                   | 3 – 1  | Švýcarsko       | Praterstadion, Vídeň                      |  |  |
|                | Schall 54', 67' Müller 14' | Report | 68' M. Abegglen | Diváci: 55.000 Rozhodčí: František Cejnar |  |  |
|                |                            |        |                 |                                           |  |  |

| 28. říjen 1932 | Československo                | 2 – 1  | Itálie      | Sportovní stadion, Praha              |  |  |
|                | Bradáč 28' (pen.) Nejedlý 59' | Report | 54' Ferrari | Diváci: 31.000 Rozhodčí: Peco Bauwens |  |  |
|                |                               |        |             |                                       |  |  |

## Tabulka
| Poř. | Tým            | Z | V | R | P | VG | OG | B  |
| ---- | -------------- | - | - | - | - | -- | -- | -- |
| 1.   | Rakousko       | 8 | 4 | 3 | 1 | 19 | 9  | 11 |
| 2.   | Itálie         | 8 | 3 | 3 | 2 | 14 | 11 | 9  |
| 3.   | Maďarsko       | 8 | 2 | 4 | 2 | 17 | 15 | 8  |
| 4.   | Československo | 8 | 2 | 3 | 3 | 18 | 19 | 7  |
| 5.   | Švýcarsko      | 8 | 2 | 1 | 5 | 16 | 30 | 5  |

## Střelecká listina
| P. | Nár       | Hráč              | Tým            | Branky |
| -- | --------- | ----------------- | -------------- | ------ |
| 1. | Maďarsko  | István Avar       | Maďarsko       | 8      |
| 2. | Česko     | František Svoboda | Československo | 7      |
| 3. | Švýcarsko | André Abegglen    | Švýcarsko      | 6      |
| 4. | Rakousko  | Anton Schall      | Rakousko       | 5      |